# 林江利
林江利（1958年—），福建厦门人，中國前男子羽球運動員。
1980年，林江利入選中國國家隊。在1982年亞洲運動會羽毛球比賽中，他與欒勁一起獲得男子雙打銀牌，並與林瑛一起獲得混合雙打銅牌。林江利曾代表中國參加1982年湯姆斯盃。在對陣丹麥的半決賽中，他與欒勁搭檔的兩點雙打都獲勝；但在決賽對陣印尼時兩點都被擊敗。儘管如此，中國隊還是以5-4的比分贏得了冠軍。